# Fontes Pereira de Melo
António Maria de Fontes Pereira de Melo (Lisbona, 8 settembre 1819 – Lisbona, 22 gennaio 1887) è stato un politico portoghese.

## Biografia

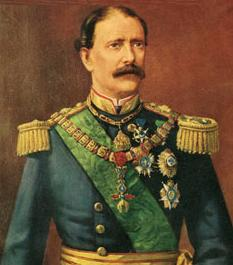
António Maria Fontes Pereira de Melo

Era figlio di João de Fontes Pereira de Melo che fu governatore di Capo Verde per due volte. António Maria non fu mai governatore di Capo Verde, ma fu eletto deputato per le isole, il che fu il primo passo di una brillante carriera politica.
Dopo un periodo di agitazione politica che caratterizzò la prima metà del XIX secolo, ebbe inizio nel 1851 una nuova stagione della monarchia costituzionale portoghese.
Questo periodo fu chiamato Regeneração, poiché i governi tentarono di recuperare il ritardo economico del Portogallo rispetto agli altri paesi d'Europa, mediante l'ammodernamento dell'amministrazione e lo sviluppo economico del paese. Nel primo governo della Regeneração fu creato un nuovo ministero, quello dei Lavori Pubblici, affidato a Fontes Pereira Melo.
Fontes Pereira de Melo aumentò il numero delle strade, costruì il primo tratto di ferrovia, che univa Lisboa al Carregado, iniziò la costruzione di altre due ferrovie (Vendas Novas e Sintra) e stabilì la prima linea telegrafica.
Oltre a queste opere, iniziò la rivoluzione dei trasporti e delle comunicazioni inaugurando linee regolari di navi a vapore,  servizi postali e reti telefoniche.
La sua promozione dei lavori pubblici fu conosciuta come fontismo.
Successivamente fu primo ministro per tre volte, dal 1871 al 1877, dal 1878 al 1879 e dal 1881 al 1886.
Massone, fu membro del Grande Oriente Lusitano.